# Макроземиеобразные
Макроземиеобразные (лат. Macrosemiiformes) — отряд вымерших лучепёрых рыб из инфракласса костных ганоидов. Группа возникла в позднем триасе и исчезла в позднем мелу. Окаменелости Macrosemiiformes была найдены в отложениях Африки, Австралии, Евразии и Северной Америки.

## Классификация
- † Семейство Macrosemiidae Thiollière, 1858
  - † Род Aphanepygus
  - † Род Disticholepis
  - † Род Enchelyolepis
  - † Род Orthurus
  - † Род Petalopteryx
  - † Род Neonotagogus
  - † Род Histionotus
  - † Род Legnonotus
  - † Род Macrosemius
  - † Род Propterus
  - † Род Ophiopsis
- † Семейство Uarbryichthyidae
  - † Род Uarbryichthys